# 小行星24488
小行星24488（24488 Eliebochner）是一颗绕太阳运转的小行星，为主小行星带小行星。该小行星于2000年12月发现。

## 轨道参数
小行星24488的轨道半长轴为342 765 988 km（2.2912165 UA），离心率为0.188。